# Fritz Beckhardt
Le Vizefeldwebel Fritz Beckhardt, né le 27 mars 1889 à Wallertheim (Grand-duché de Hesse) et mort le 13 janvier 1962 à Wiesbaden (Hesse), est un pilote de chasse allemand de la Première Guerre mondiale. As de l'aviation avec 17 victoires aériennes, il est expurgé de l'histoire de la Luftstreitkräfte par les nazis car il est juif. Son courage démentait leurs théories raciales selon lesquelles les Juifs sont intrinsèquement des lâches. Curieusement, l'emblème personnel de Fritz Beckhardt est une Svastika, à l'époque symbole mystique porte-bonheur, bien avant la fondation du parti nazi qui l'adopte comme emblème politique.

## Biographie

### Avant-guerre
Fritz Beckhardt est né le 27 mars 1889 à Wallertheim (Rhénanie-Palatinat), en Allemagne. Son père se nommait Abraham Beckhardt. Avant la Première Guerre mondiale, il a travaillé dans une épicerie, puis dans un entrepôt de vêtements pour hommes à Hambourg. Dans le cadre de son apprentissage du textile, il a travaillé à Bingen am Rhein, Hadamar et Hambourg. Durant cette période d'avant-guerre, il servit dans le 143e régiment d'infanterie de 1907 à 1909.

### Première Guerre mondiale

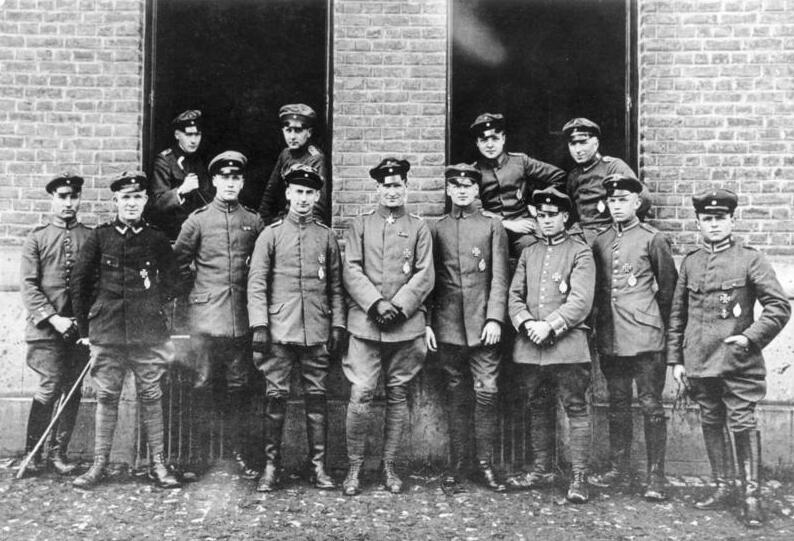
Fritz Beckhardt à l'extrême droite de la photo, avec Bruno Loerzer (au centre), son frère Fritz Loerzer, et d'autres membres de la Jasta 26. Mai 1918.

En 1914, il travaillait dans la fabrique de vêtements d'un oncle à Marseille, en France, lorsque la guerre éclate. Il rentre en Allemagne pour servir à nouveau dans l'infanterie jusqu'en 1916. Le 3 août 1914, Beckhardt se porte volontaire pour servir dans la 12e compagnie du 31e régiment d'infanterie. Le 30 novembre, il est muté au 86e régiment d'infanterie de réserve. Au cours de son service dans ce régiment, il obtient une croix de fer de première et de seconde classe.
Passé dans l'aviation, il suit un entraînement de pilote à la FEA 5 à Hanovre en janvier 1917. Sa première affectation en escadrille opérationnelle, du 29 août au 14 novembre 1917, était avec le Fliegerabteilung 3, qui effectuait des missions de reconnaissance exceptionnellement longues. Muté à la Schusta 11, il suit les cours de la Jastaschule 1 pour passer au statut de pilote de chasse. Il est ensuite affecté au Jagdstaffel 26, où il servit du 17 février au 20 mai 1918. Hermann Göring, le futur numéro 2 du Troisième Reich, a également servi à la Jasta 26. Beckhardt et Göring ont été stationnés sur les mêmes aérodromes pendant huit mois et se connaissaient bien. 
Le 23 mars 1918, Beckhardt revendique sa première victoire aérienne sur un Royal Aircraft Factory S.E.5a mais elle ne lui est pas homologuée. Le 11 avril, il remporte sa première victoire confirmée sur un Royal Aircraft Factory R.E.8. Ironiquement, l'insigne personnel du Vizefeldwebel (sergent-chef) Beckhardt, qui figurait sur au moins trois de ses avions, était une swastika. Cependant, la croix gammée à cette époque n'était pas encore un symbole politique, et la croix gammée de Beckhardt était tournée dans la direction opposée à celle de la croix du parti nazi.

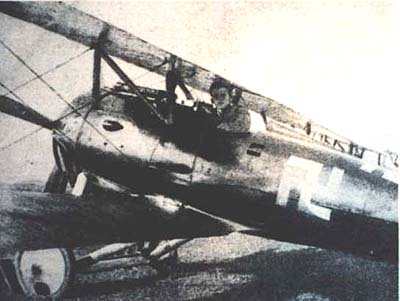
Fritz Beckhardt dans son chasseur Siemens-Schuckert D.III.

Lorsque les combats se terminent avec l'armistice du 11 novembre 1918, Beckhardt refusa de livrer aux Alliés son chasseur. Au lieu de cela, deux jours plus tard, il s'enfuit en Suisse avec son Siemens-Schuckert D.III, et il y fut interné jusqu'en 1919. À la fin de la guerre, Beckhardt était membre de la Ligue des soldats juifs du front. Beckhardt fut l'un des dix-huit seuls militaires à avoir reçu l'ordre de la maison de Hohenzollern pendant la Première Guerre mondiale, et l'un des deux seuls Juifs allemands à avoir reçu cette distinction, le second étant Edmund Nathanael (en). Les noms de Nathanael et Beckhardt ont été retirés de la liste des récipiendaires à l'époque nazie. Il a été personnellement félicité deux fois par l'empereur d'Allemagne Guillaume II pour ses victoires en tant que pilote de chasse.

### Entre-deux-guerres
En 1926, Beckhardt épouse Rosa Emma Neumann à Wiesbaden. Il dirige ensuite l'épicerie de son beau-père jusqu'en 1934. Lorsque les nazis commencèrent à boycotter les entreprises juives, il quitte le 1er avril 1933 la banlieue de Sonnenberg, où il exerçait son activité, pour s'installer dans le centre de Wiesbaden. Il y dirigeait une entreprise spécialisée dans les huiles et les graisses alimentaires.
En 1936, il conduisit deux frères juifs du nom de Frohwein à la frontière belge afin de leur permettre de fuir la Gestapo. Les Frohwein ont ensuite ouvert une boucherie casher à Golders Green, à Londres. En 1937, Beckhardt fut accusé d'avoir des relations sexuelles avec une femme aryenne. À l'issue du procès, tenu le 14 décembre 1937, il fut condamné à une peine d'emprisonnement d'un an et neuf mois. Après son séjour en prison, il a été placé en détention préventive dans une entreprise pénitentiaire du camp de concentration de Buchenwald en tant que prisonnier numéro 8135. À sa libération, en mars 1940, les SS lui ont écrit qu'il avait remporté 17 victoires en tant que pilote de chasse au cours de la Première Guerre mondiale.
La libération de Fritz Beckhardt semble avoir été facilitée par l'intervention personnelle d'Hermann Göring, qui avait conservé de l'amitié envers son ancien camarade de combat. De plus, l'avocat de Beckhardt, Berthold Guthmann, avait également servi avec Göring et Beckhardt pendant la Première Guerre mondiale. Guthman, qui était lui aussi juif, n'aura pas autant de chance et mourut au camp d'extermination d'Auschwitz le 29 septembre 1944.

### Seconde Guerre mondiale
Fritz et Rosa Emma Beckhardt ont fui leur pays pour rejoindre Lisbonne, au Portugal neutre, puis sont passés en Angleterre. Après un bref internement sur l'île de Man, les Beckhardt ont emménagé avec l'un des frères Frowein. À Londres, ils ont retrouvé leurs deux enfants, Kurt et Sue Hilde, qui avaient été amenés en Angleterre par le Kindertransport (organisation du voyage des enfants des réfugiés). Cette organisation avait son siège à Bloomsbury House, à Londres, et comprenait de nombreuses associations juives et chrétiennes.

### Après guerre

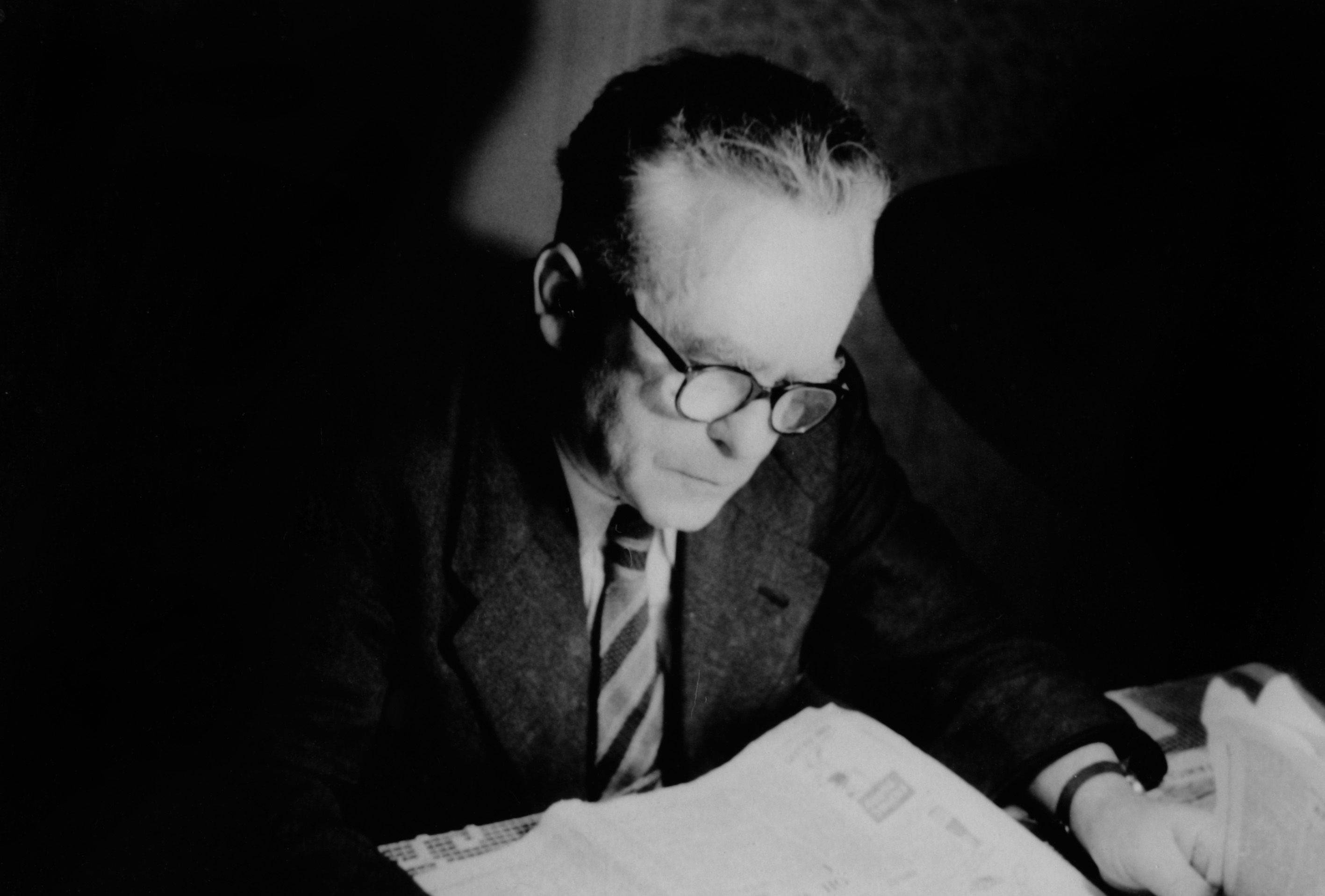
Fritz Beckhardt dans les années 1950.

En 1950, Fritz Beckhardt rentre à Wiesbaden et récupère sa maison, son magasin et une partie de ses autres biens par le biais d'une action en justice. Lui et son fils Kurt ont ensuite ouvert la première épicerie en libre-service de Wiesbaden. Fritz Beckhardt a dirigé l'épicerie jusqu'à sa mort, le 13 janvier 1962, due à plusieurs accidents vasculaires cérébraux. Son épouse et lui sont enterrés au cimetière juif de Wiesbaden.

## Famille
Son fils Kurt a vécu dans un camp à Barham, près d'Ipswich, puis dans différents auberges à Sheffield et à Golders Green, à Londres, jusqu'à son retour en Allemagne avec son père. Il vit maintenant à Bonn, en Allemagne. Sa fille Suse Hilde est devenue sujet britannique en janvier 1954 et a vécu à Londres. 
Kurt Beckhardt n'a pas révélé les origines juives de la famille à son propre fils, Lorenz, pour l'épargner du genre de persécution qu'ils ont connue à l'époque nazie, lui donnant plutôt un enseignement religieux catholique. Lorenz Beckhardt a découvert à l'âge de 18 ans la vérité et l'histoire de son grand-père. Il a publié un livre à ce sujet, intitulé Der Jude mit dem Hakenkreuz. Meine deutsche Familie (en français : Le Juif à la croix gammée. Ma famille allemande).

## Distinctions
- Membre de l'ordre de la maison de Hohenzollern avec épées
- Décoration d'honneur générale pour acte de bravoure (Grand-duché de Hesse)
- Chevalier de la croix de fer (1914) de 1re et 2e classe
- Médaille de la bravoure (Grand-duché de Hesse)
- Ordre du mérite militaire de 3e classe (Bavière)
- Croix du mérite de guerre (Baden)
- Insigne des blessés (1918)
- Insigne d'honneur de champ (Hambourg)
- Croix d'honneur de la Première Guerre mondiale
- Médaille de guerrier en fer
- Insigne de pilote militaire prussien
- Coupe d'honneur pour le vainqueur d'un combat aérien